# 六次方程式
六次方程式（ろくじほうていしき、英語: sextic equation）とは、次数が6であるような代数方程式のこと。

## 概要
一般に一変数の六次方程式は
{\displaystyle a_{6}x^{6}+a_{5}x^{5}+a_{4}x^{4}+a_{3}x^{3}+a_{2}x^{2}+a_{1}x+a_{0}=0\quad (a_{6}\neq 0)}
の形で表現される。
五次以上の一般の方程式に対する代数的解法は存在しない。すなわち、一般の五次方程式に対して代数的な根の公式は存在しない。これはルフィニ、アーベルらによって示された（アーベル–ルフィニの定理参照）。これは六次方程式にも当てはまるので、一般の六次方程式に対して代数的な根の公式は存在しない。 またガロアによって方程式が代数的に解ける条件が裏付けられている（ガロア理論参照）。
なお、代数的ではないが、楕円関数などを用いた根の公式は存在する。

## 解法
一部の六次方程式は、カンペドフェリエの超幾何関数（2変数の一般化された超幾何関数）で解くことができる。

### チルンハウス変換
チルンハウス変換などにより以下の式となる。
{\displaystyle x^{6}+x^{2}+ax+b=0}

## ガロア群
6次対称群の部分群のうち，可移である15個の共役類について，交換子群の列を示す。この内12個が可解群である。
- S6 6次対称群（位数 720）{\displaystyle {\mathfrak {S}}_{6}}
- A6 6次交代群（位数 360） {\displaystyle {\mathfrak {A}}_{6}}
- 正規化群 {\displaystyle N_{{\mathfrak {S}}_{6}}(S_{3})}
- C6 6次巡回群

など

6次対称群の部分群
| Gf   | S6  | A6  | H120 | G72 | Γ60 | G48 | Γ36 | G36 | Γ24 | G24 | H24 | G18 | Γ12 | G12 | C6 | H6 |
| 位数 | 720 | 360 | 120  | 72  | 60  | 48  | 36  | 36  | 24  | 24  | 24  | 18  | 12  | 12  | 6  | 6  |